# Oberes Mittelrheintal
Das Obere Mittelrheintal (vereinzelt auch Obermittelrheintal) ist eine naturräumliche Haupteinheit innerhalb der Haupteinheitengruppe Mittelrheingebiet am Mittelrhein. Sie erstreckt sich rheinaufwärts im Südosten etwa bis zu einer Linie, die die Rochuskapelle in Bingen mit dem Niederwalddenkmal in Rüdesheim verbindet, und rheinabwärts im Nordwesten bis unmittelbar oberhalb von Koblenz. 
Das Obere Mittelrheintal liegt in Rheinland-Pfalz, am südlicheren Ostufer auch in Hessen, und trennt den Taunus im Osten vom Hunsrück im Westen. 
Am 27. Juni 2002 wurde das Welterbe Kulturlandschaft Oberes Mittelrheintal mit dem nach Norden leicht erweiterten Verlauf bis zur Moselmündung in Koblenz in die Liste des Weltkulturerbes der UNESCO aufgenommen.

## Naturräumliche Gliederung
Das Obere Mittelrheintal gliedert sich wie folgt:
- (zu 29 - Mittelrheingebiet)
  - 290 Oberes Mittelrheintal
    - 290.0 Binger Pforte
    - 290.1 Bacharacher Tal
    - 290.2 St. Goarer Tal
    - 290.3 Bopparder Schlingen
    - 290.4 Lahnsteiner Pforte

Der Geograph Heinrich Müller-Miny hatte die Haupteinheit 1958 in seiner in großen Teilen bis heute etablierten naturräumlichen Gliederung dieser Region nochmals untergliedert in ein Oberes (Binger Pforte und Bacharacher Tal), Mittleres (St. Goarer Tal) und Unteres Obermittelrheintal (Bopparder Schlingen und Lahnsteiner Pforte). Bei einer Längseinteilung des Oberen Mittelrheintals ließen sich in der niedrigsten Ordnungsstufe jeweils der Rheincanyon als Untertal und die beiderseitigen Terrassenfluren als linkes und rechtes Obertal aussondern.

### Binger Pforte

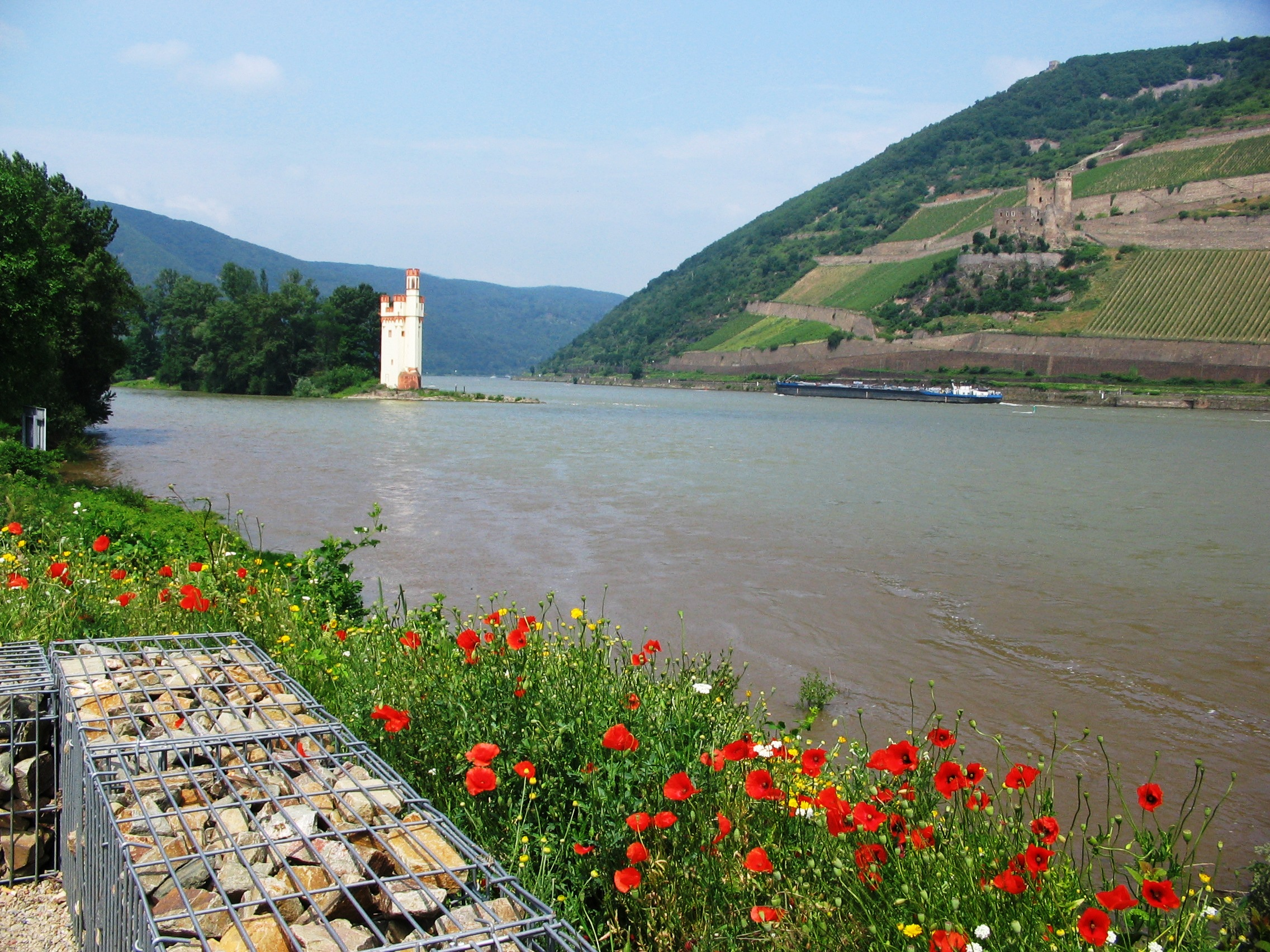
Blick von Bingerbrück zum Binger Loch mit Mäuseturm und Ruine Ehrenfels. Das braune Wasser im Vordergrund stammt aus der Einmündung der Nahe.

Die Binger Pforte umfasst das Rheintal vom Rüdesheim/Bingen bis einschließlich Trechtingshausen. Sie trennt den linksrheinischen, rheinland-pfälzischen Binger Wald vom rechtsseitigen und hessischen Hohen Taunus mit dem Niederwald und dem sich nördlich anschließenden Rheingaugebirge. Der Rhein hat mit einer Breite von durchschnittlich etwa 300 m nur noch die Hälfte seiner Breite vor dem Eintritt in die Pforte bei Rüdesheim.
In Bingen mündet die Nahe von links in den Rhein. Am sich einen Kilometer stromabwärts anschließenden Binger Loch ändert der Rhein seine Richtung von Westen nach Norden, die er gegen Ende der Pforte in Nordwesten ändert. In der Binger Pforte sind die Kammlagen auf beiden Rheinseiten nur etwa 2 km voneinander entfernt und die Steilhänge beginnen oftmals unmittelbar am Flussufer.

### Bacharacher Tal
Das Bacharacher Tal umfasst das Rheintal von Niederheimbach über Lorch, Bacharach und Kaub bis oberhalb Oberwesels. Es trennt die Südosthälfte des linksrheinischen, rheinland-pfälzischen Südöstlichen Rheinhunsrücks vom rechtsseitigen und überwiegend hessischen Wispertaunus und dem sich nördlich auf rheinland-pfälzischem Boden anschließenden Süden des Mittelrheintaunus.
In Lorch mündet von rechts die Wisper, deren Mündungstal sich zunächst entlang der Stadt nach Nordosten, dann nach Osten in die Bergrücken einschneidet. Analog schneidet sich in Bacharach das Tal linksseitig zur Münzbach-Mündung ein. Beim Austritt des Rheines ist der Fluss gut 300 m breit.

Rheinverlauf zwischen Trechtingshausen und Bacharach, aufgenommen vom Aussichtsturm Siebenburgenblick
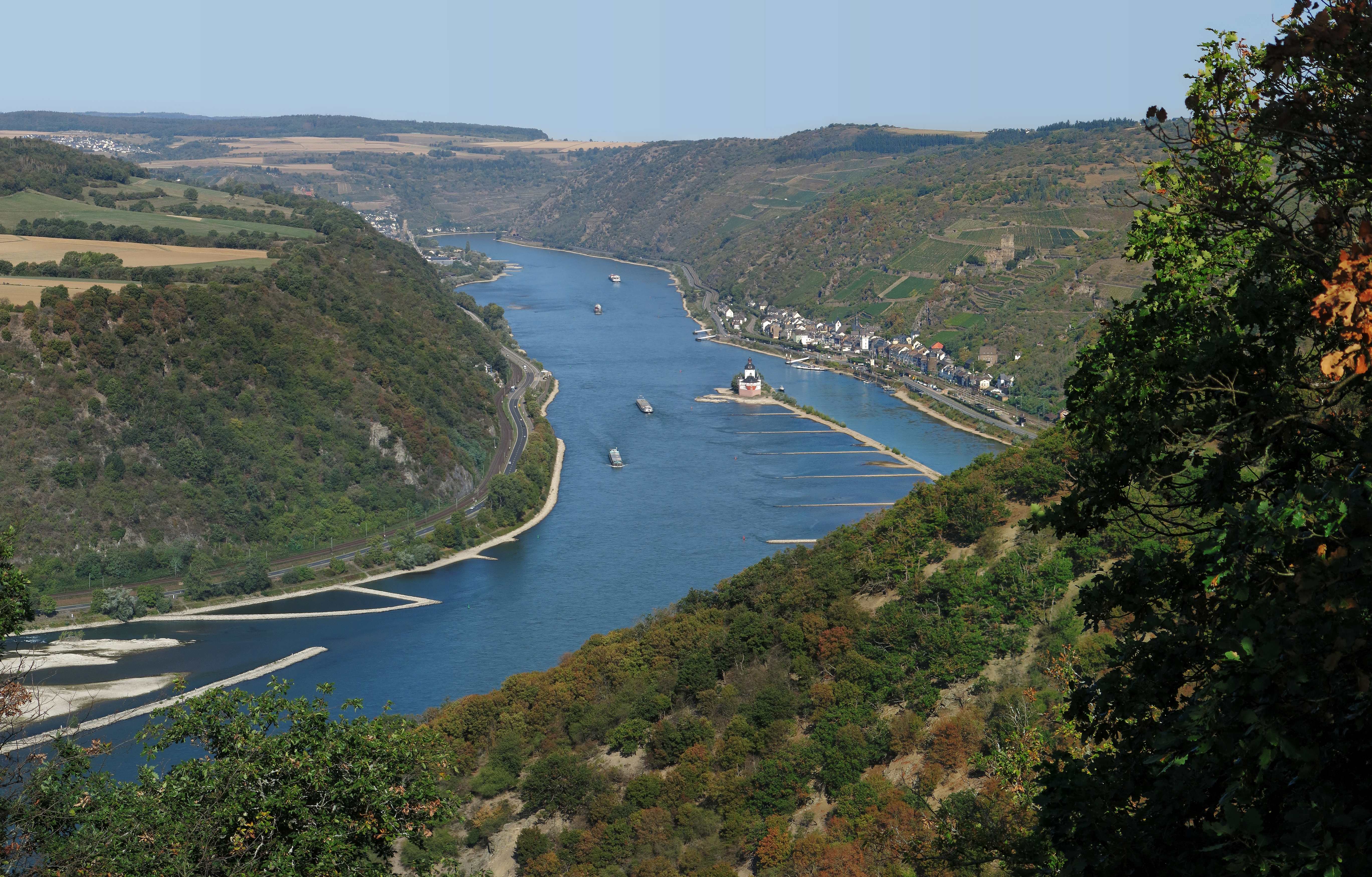
Rhein bei Kaub und Oberwesel, Ansicht nach Norden
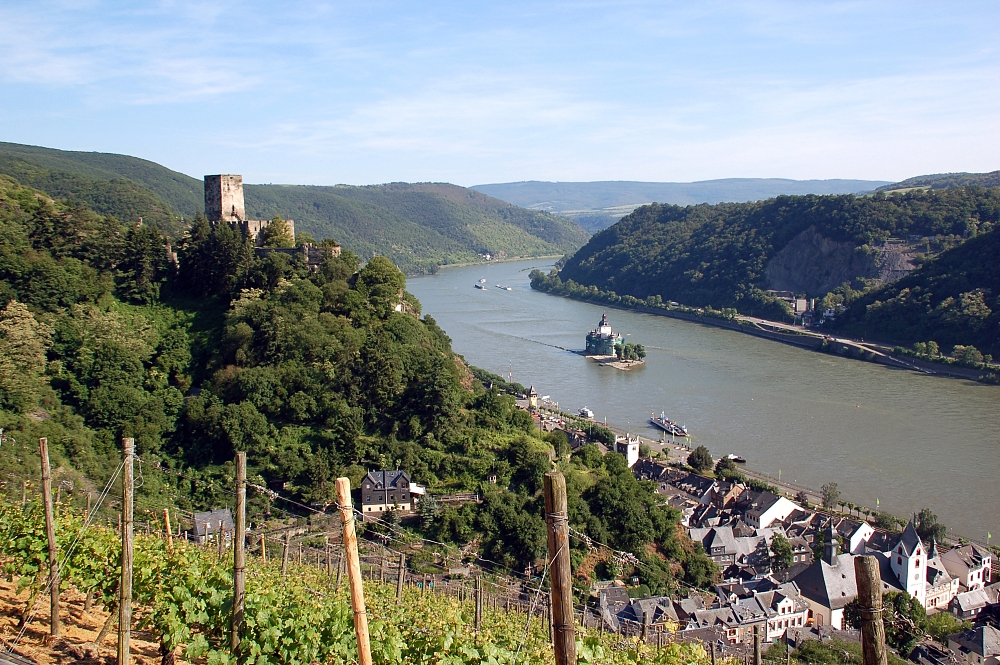
Blick über Kaub rheinaufwärts nach Süden

### St. Goarer Tal
Das St. Goarer Tal umfasst das kurvig verlaufende Rheintal von Oberwesel über St. Goar und St. Goarshausen bis unmittelbar oberhalb von Bad Salzig. Es liegt ganz in Rheinland-Pfalz und trennt die Nordwesthälfte des linksrheinischen Südöstlichen Rheinhunsrücks vom rechtsseitigen zentralen Teil des Mittelrheintaunus.
In mehreren bis unter 90° einschließenden Kurven verengt sich der Rhein auf unter 200 m. Die Ufer sind schmal und bieten so in unmittelbarer Flussnähe nur wenig Siedlungsfläche. Es schließen sich hoch aufragende Steilhänge an, in den Höhenlagen herrscht sanft gewellter Plateaucharakter vor, mit zunehmender Entfernung vom Rhein immer weiter ansteigend. Typisches Beispiel für diese Art von Bodenrelief und weltbekannt ist die Loreley, im Zentrum dieses Naturraums gelegen. 
Besiedelt sind mit Ausnahme der genannten Städte fast nur die Hänge und Höhenlagen.

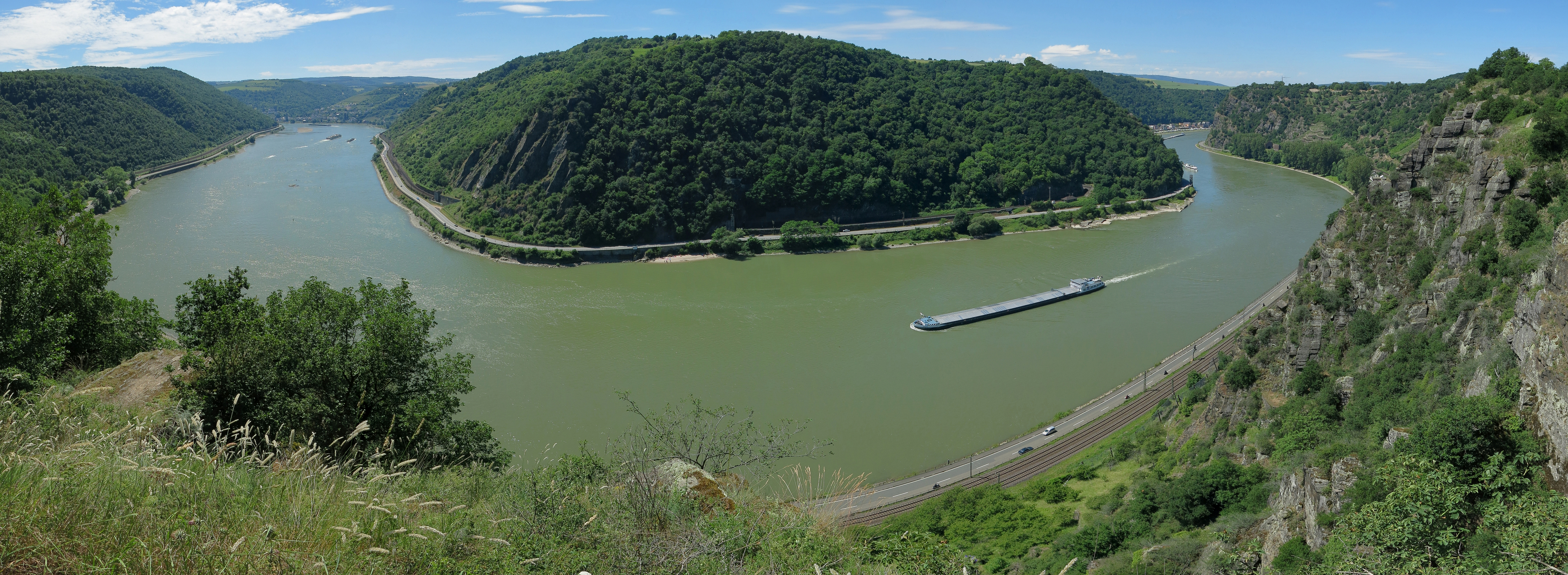
Der südliche Abschnitt des St. Goarer Tales zwischen Oberwesel und der Loreley vom Aussichtspunkt Spitznack
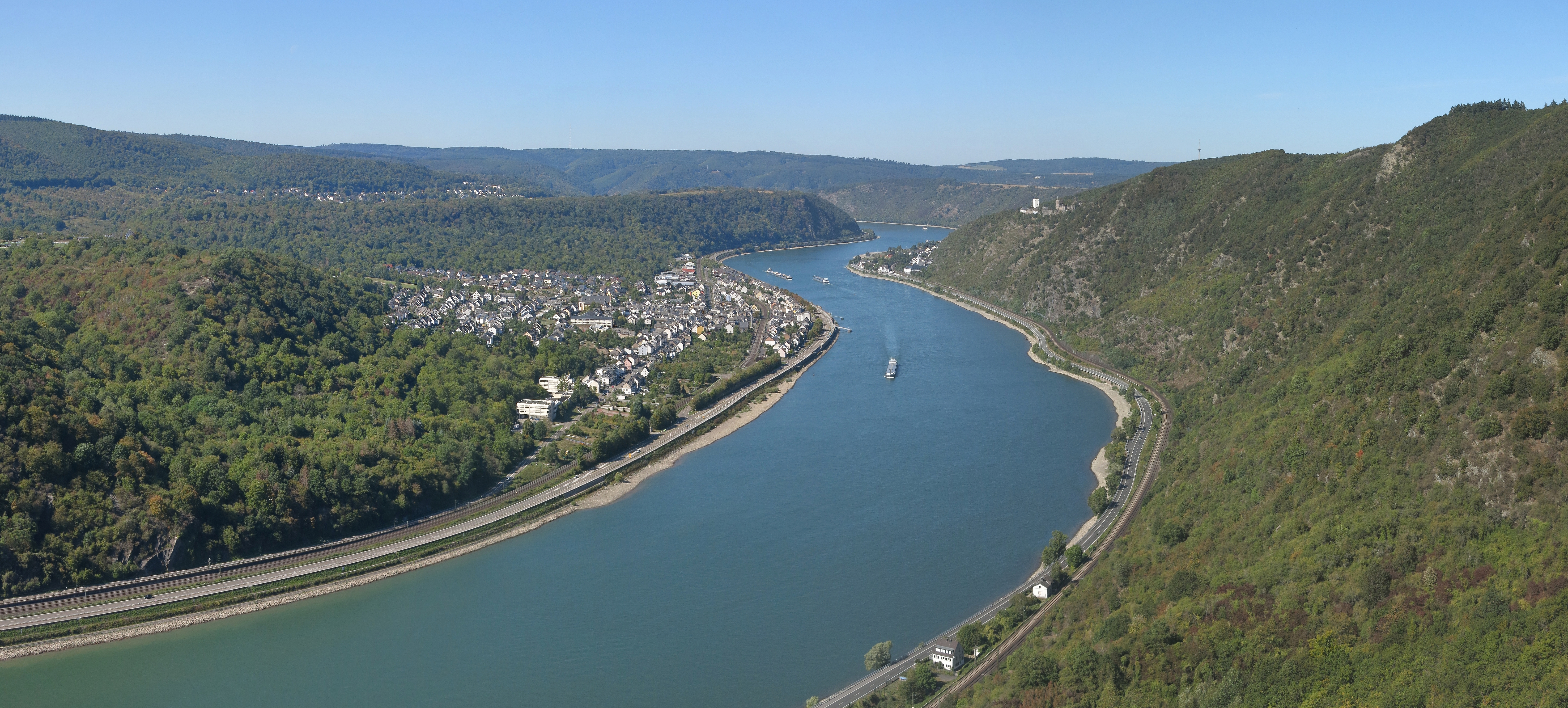
Ausblick von der Hindenburghöhe auf den Übergang vom St. Goarer Tal zu den Bopparder Schlingen bei Bad Salzig

### Bopparder Schlingen

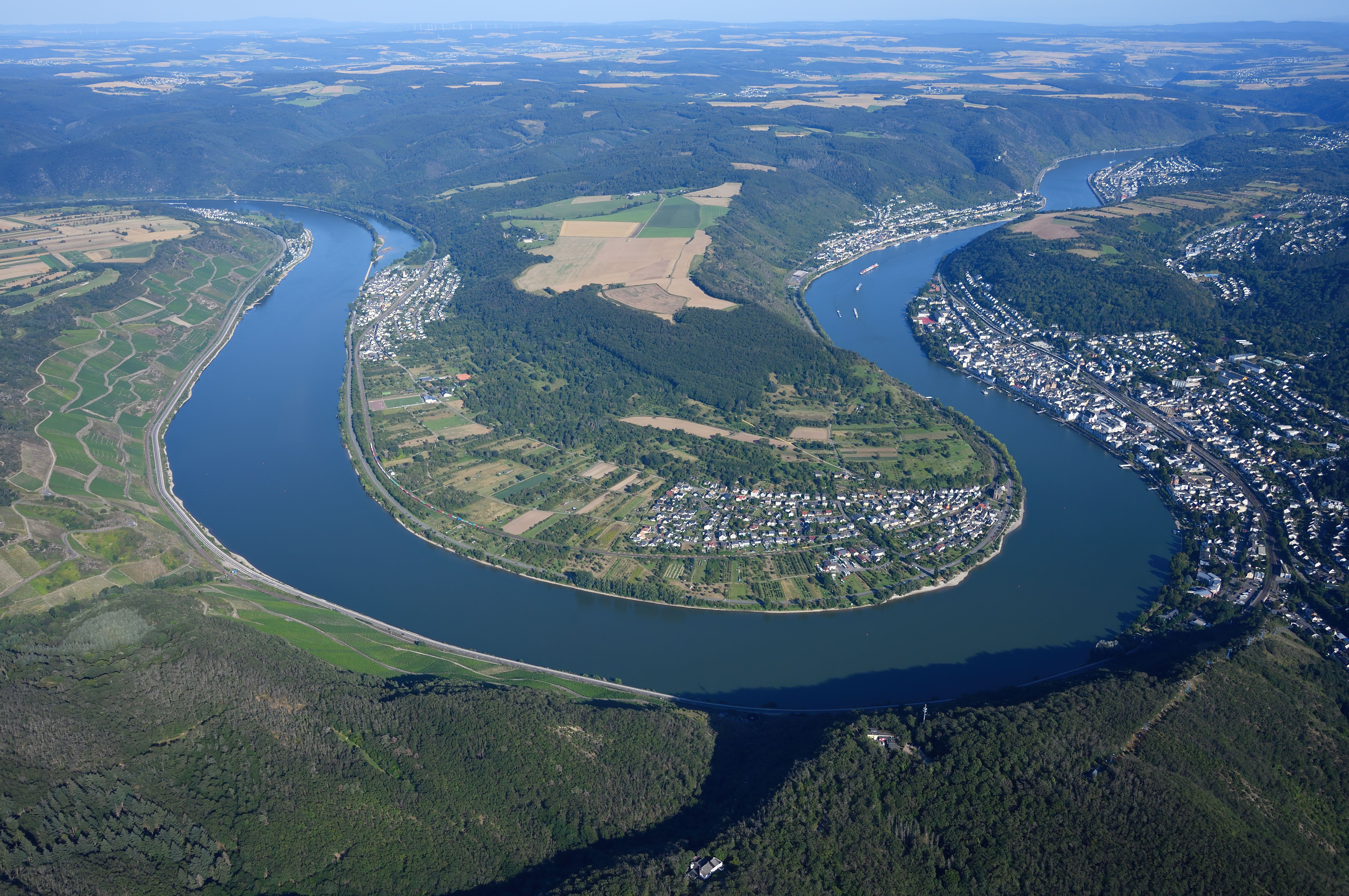
Bopparder Hamm

Die Bopparder Schlingen umfassen das Rheintal von Bad Salzig über Boppard bis zur Talverengung unmittelbar oberhalb von Lahnstein. Die Talsenke liegt ganz in Rheinland-Pfalz und trennt Mittleren und Waldeschen Rheinhunsrücks links des Rheines vom rechtsseitigen Norden des Mittelrheintaunus.
Unmittelbar am namensgebenden Ort beschreibt der Fluss von einer leichten Linkskurve ausgehend eine rechtsseitige Wendung um über 180° (Bopparder Hamm), um bei Osterspai eine rund 135° starke Linkskurve zu gehen. An den jeweiligen Kurvenaußenseiten sind die Hänge auffallend steil.

### Lahnsteiner Pforte
Die Lahnsteiner Pforte umfasst nur die Talenge des Rheintales unmittelbar im Bereich der Lahnmündung in Lahnstein. Sie liegt ganz in Rheinland-Pfalz, an der Nahtstelle vom Nordosten des Waldeschen Rheinhunsrücks auf der linken Seite, dem Nordwesten des Mittelrheintaunus rechtsseitig im Süden, dem Unteren Lahntal rechtsseitig zentral und dem äußersten Südwesten der Horchheimer Höhe (Niederwesterwald) rechtsseitig im Norden.
Unmittelbar oberhalb der knapp 5 km langen Pforte schließt sich in der Neuwieder Rheintalweitung bereits der oberste Abschnitt des Mittelrheinischen Beckens an. Jedoch wird landläufig deren oberhalb der Moselmündung gelegener Teil oft noch zum Oberen Mittelrhein gezählt.

### Gebiet zwischen Lahn- und Moselmündung
Der Rhein von unterhalb der Mündung der Lahn bei Lahnstein bis zur Mündung der Mosel am Deutschen Eck in Koblenz gehört nach der streng naturräumlichen Ordnung bereits zur Neuwieder Rheintalweitung (291.0) als Zentrum des Neuwieder Beckens und damit zum Mittelrheinischen Becken (291). Er ist indes explizit als Bestandteil des Weltkulturerbes aufgeführt. Dieses ist auch insofern nicht unlogisch, als das Moseltal und das Gießen-Koblenzer Lahntal die links- und rechtsrheinischen Fortsetzungen ein und derselben Talsenke darstellen.

## Nebenflüsse
Die folgenden, im Oberen Mittelrheintal mündenden Nebenflüsse sind rheinaufwärts, von Nord nach Süd, geordnet: 
| Name                        | Zuflussseite | Länge [km] | Einzugsgebiet [km²] | Mündungshöhe [m. ü. NN] | Mündungsort                | Abschnitt                 | Straßen     | DGKZ    |
| --------------------------- | ------------ | ---------- | ------------------- | ----------------------- | -------------------------- | ------------------------- | ----------- | ------- |
| Mosel                       | links        | 544,0      | 28153.3             | 61                      | Koblenz                    | Neuwieder Rheintalweitung | B 49, B 416 | 26      |
| Mühlenbach                  | rechts       | 6,9        | 10,6                | 61                      | KO-Ehrenbreitstein         | Neuwieder Rheintalweitung | K 20        | 25-98   |
| Rhein-Lache                 | links        | 4,2        | 5,7                 | 62                      | KO-Oberwerth               | Neuwieder Rheintalweitung | B 327       | 25-92   |
| Königsbach                  | links        | 0,9        | 0,8                 | 62                      | KO-Stolzenfels             | Neuwieder Rheintalweitung |             | 25-912  |
| Lahn                        | rechts       | 245,6      | 5924,5              | 63                      | Lahnstein                  | Lahnsteiner Pforte        | B 260       | 25-8    |
| Ahrbach                     | links        | 7,3        | 9,6                 | 64                      | Rhens                      | Bopparder Schlingen       |             | 25-794  |
| Zollbach                    | rechts       | 7,0        | 30,5                | 67                      | Braubach                   | Bopparder Schlingen       | L 335*      | 25-78   |
| Dinkholderbach              | rechts       | 3,9        | 6,1                 | 67                      | gegenüber Oberspay         | Bopparder Schlingen       |             | 25-778  |
| Mühltalbach                 | links        | 6,0        | 15,6                | 67                      | Boppard                    | Bopparder Schlingen       | L 207       | 25-776  |
| Bruder-Michels-Talbach      | links        | 3,7        | 8,0                 | 68                      | Boppard                    | Bopparder Schlingen       |             | 25-7752 |
| Salzigerbach                | links        | 3,4        | 6,4                 | 68                      | Bad Salzig                 | Bopparder Schlingen       | L 212       | 25-7738 |
| Wellmicher Bach             | rechts       | 9,3        | 25,6                | 69                      | Wellmich                   | St. Goarer Tal            | L 334       | 25-772  |
| Gründelbach                 | links        | 9,2        | 24,0                | 69                      | St. Goar                   | St. Goarer Tal            | L 206       | 25-76   |
| Hasenbach                   | rechts       | 9,4        | 35,4                | 69                      | St. Goarshausen            | St. Goarer Tal            | B 274       | 25-74   |
| Forstbach                   | rechts       | 12,1       | 27,0                | 70                      | St. Goarshausen            | St. Goarer Tal            | L 338       | 25-738  |
| Urbach                      | rechts       | 6,1        | 6,2                 | 71                      | gegenüber Urbar            | St. Goarer Tal            |             | 25-7374 |
| Niederbach                  | links        | 10,7       | 21,5                | 71                      | Oberwesel                  | St. Goarer Tal            |             | 25-7372 |
| Oberbach                    | links        | 10,0       | 26,3                | 71                      | Oberwesel                  | St. Goarer Tal            | L 220       | 25-736  |
| Holzbach                    | rechts       | 5,2        | 7,4                 | 71                      | Kaub                       | Bacharacher Tal           | L 339       | 25-734  |
| Münzbach                    | links        | 6,2        | 19,7                | 72                      | Bacharach                  | Bacharacher Tal           | L 224       | 25-732  |
| Gailsbach                   | links        | 5,7        | 10,4                | 73                      | Rheindiebach               | Bacharacher Tal           | K 27        | 25-72   |
| Wisper                      | rechts       | 29,7       | 209,1               | 73                      | Lorch                      | Bacharacher Tal           | L 3033      | 25-6    |
| Heimbach                    | links        | 6,2        | 14,8                | 74                      | Niederheimbach             | Bacharacher Tal           | K 28        | 25-58   |
| Bodentaler Bach             | rechts       | 2,2        | 3,6                 | 75                      | gegenüber Trechtingshausen | Binger Pforte             |             | 25-56   |
| Morgenbach                  | links        | 6,9        | 14,9                | 76                      | vor Trechtingshausen       | Binger Pforte             |             | 25-54   |
| Aulhausener Bach (Eichbach) | rechts       | 4,0        | 8,1                 | 77                      | Assmannshausen             | Binger Pforte             | L 3034      | 25-52   |
| Nahe                        | links        | 125,1      | 4067,1              | 78                      | Bingen                     | Binger Pforte             | B 9, B 48   | 25-4    |

(*: Die L335 folgt dem linken Nebenfluss Dachshausener Mühlbach)
Neben den deutlich an den Enden mündenden Großflüssen Nahe, Lahn und Mosel ist nur die Wisper von der Wassermenge her noch als Fluss zu bezeichnen.
Die Abflüsse (MQ) der genannten Flüsse betragen:
- Mosel 315 m³/s
- Lahn 54 m³/s
- Nahe 30,3 m³/s
- Wisper 1,271 m³/s